# 夏鲁寺

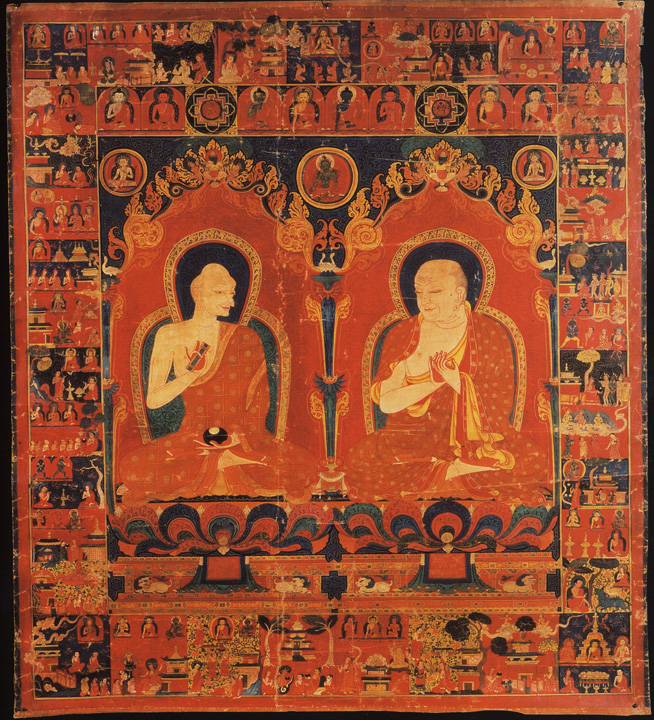
唐卡上绘制的布敦·仁钦珠（左）及其继承者

夏鲁寺，藏语称“夏鲁贡巴”（藏語：ཞ་ལུ་དགོན་པ，威利转写：zha lu dgon pa）位于中國西藏自治区日喀则市桑珠孜區甲措雄乡，是一座藏传佛教夏鲁派寺院，也是夏鲁派的祖寺。

## 历史
夏鲁寺位于桑珠孜區东南、甲措雄乡的一个山坳中，距离日喀则市中心26公里。相传，此地曾经是吐蕃十大商市之一。夏鲁寺是西藏较大的佛教寺庙之一，也是藏传佛教夏鲁派的祖寺。
该寺始建于1087年（北宋元祐二年），由萨迦派的吉尊·西绕琼乃主持兴建。吉尊家族原来是香雄地区的王裔，吐蕃时期吉尊家族不少人都受到赞普重用。998年，西藏佛教后弘期开始，当时佛教徒鲁梅·楚臣喜饶等卫藏十人（鲁梅·楚臣喜绕、章·益西云丹、热西·楚臣郡勒、巴·楚臣罗哲、松巴·益西罗哲等前藏五人；洛敦·多杰旺秀、村尊·喜绕僧格、珀东巴·德噶等后藏三人；阿里俄杰兄弟二人）在朗达玛灭佛之后，听说自西藏逃到青海的大喇嘛钦·贡巴绕赛（约891年－975年）是高僧，便前往拜他为师。最后，十人中有一人即洛敦·多杰旺秀学成回到西藏，在日喀则东南的甲措建了一座名为“坚孔”的寺庙，收了一名弟子“吉尊·西绕琼乃”。吉尊·西绕琼乃后来到印度学习，成为佛学家。为发展佛教，吉尊·西绕琼乃希望兴建寺庙，便请洛敦·多杰旺秋射箭定寺址，箭落在刚长出庄稼的青苗地里，“青苗”在藏语中称为“夏鲁”，故该寺取名“夏鲁寺”。
根据西藏宗教史书的记载，1320年，夏鲁万户长扎巴坚赞（属于吉尊家族）将其妹妹旬奴贝嫁给萨迦联姻，后来吉尊家族的势力日趋扩大。以后，扎巴坚赞赴中国内地朝觐元朝皇帝，获元仁宗赐给金册金印，元仁宗还按照扎巴坚赞的请求，布施财物并派遣工匠以帮助扩建夏鲁寺。夏鲁寺如今的建筑规模、建筑风格及大部分绘画与雕塑都是在此次扩建中创作的。寺院扩建完成后，夏鲁万户长扎巴坚赞迎请高僧布敦·仁钦珠担任该寺寺主。
布敦·仁钦珠（1290年－1364年）是藏传佛教夏鲁派（又称“布敦派”）的创始人，他是藏传佛教萨迦派及超浦噶举派的学者，其父胜幢吉祥贤、母福意都为密宗的轨师（阿闍黎）。他自幼从母亲学习经文，7岁到超浦噶举派学习菩提心教授，8岁依其他学乾学习卦宫、咒术、历算、书法，并且随其祖父学习旧派的大圆满法多年，深入研究了大圆满的普行续、前译五部、后译十三部、心部母子十八部等法。18岁受沙弥戒之后，学习显教小、中般若经、论世面、律藏、因明等等释、疏。23岁受比丘戒之后，继续学习各派的显密教法。从幼年到成年，他先后师从28位学者学习，几乎全部学完了当时藏传佛教的显密教法。30岁前后，他开始著述、翻译及编订大藏经。1320年，夏鲁寺重建之后，他担任该寺住持期间，广传四续（事续、行续、瑜伽续、无上瑜伽续）密法，校订大藏经，编大藏经目录，其著述28函共计一百多部。1322年，他撰写出《布敦佛教史》（即“善逝教法源流”），该书一部分记述佛教在印度、尼泊尔的传播史；另一部分记述佛教在西藏及藏族地区的传播史，其中包括西藏佛教后弘期初期的历史；最后一部分为《甘珠尔》、《丹珠尔》大藏经的总目录。布敦·仁钦珠综合噶当派、噶举派、萨迦派、宁玛派等派之特点，自选显密修学之精要，注重教授弟子，卫藏各地僧人云集夏鲁寺，常住弟子达三千多人，其中知名弟子有：法祥、童福、宝胜等等。
元朝统一西藏之后，因夏鲁寺势力较大，寺主吉载（吉尊·西绕琼乃的后代）与萨迦法王八思巴的弟弟准衮洽纳关系密切，故元朝皇帝封吉载为萨迦王朝十三个万户（后藏的拉堆洛万户、拉堆绛万户、固莫万户、曲弥万户、香万户、夏鲁万户；前藏的嘉麻万户、止贡万户、蔡巴万户、唐波齐万户、帕摩竹万户、雅桑万户；前后藏交界处的羊卓越达隆万户）之一的夏鲁万户长。1329年，在日喀则地震中，夏鲁寺遭受毁灭性破坏。当时，寺主吉载正在北京，元朝皇帝得知夏鲁寺在地震中被毁，随即命吉载返回西藏重修该寺，并赐许多钱财作为修复资金。吉载便从中国内地请来大批汉族工匠，并且运来琉璃砖瓦（一说琉璃砖瓦是汉族工匠指导下，在西藏墨竹工卡地方烧制）等物资，于1333年动工修复，汉藏工匠共同兴建了这座汉藏混合风格的寺院。
夏鲁寺初建时，僧人很少。后经三次修葺及扩建，僧人不断增加，到布敦大师出任寺主时达到鼎盛时期，僧人达到三千多人。文化大革命中，夏鲁寺遭到严重破坏，仅存大经堂。1981年和1989年，政府先后拨出巨款维修夏鲁寺，恢复了该寺的原有风貌。21世纪初，该寺有僧人六十多人。

## 建筑

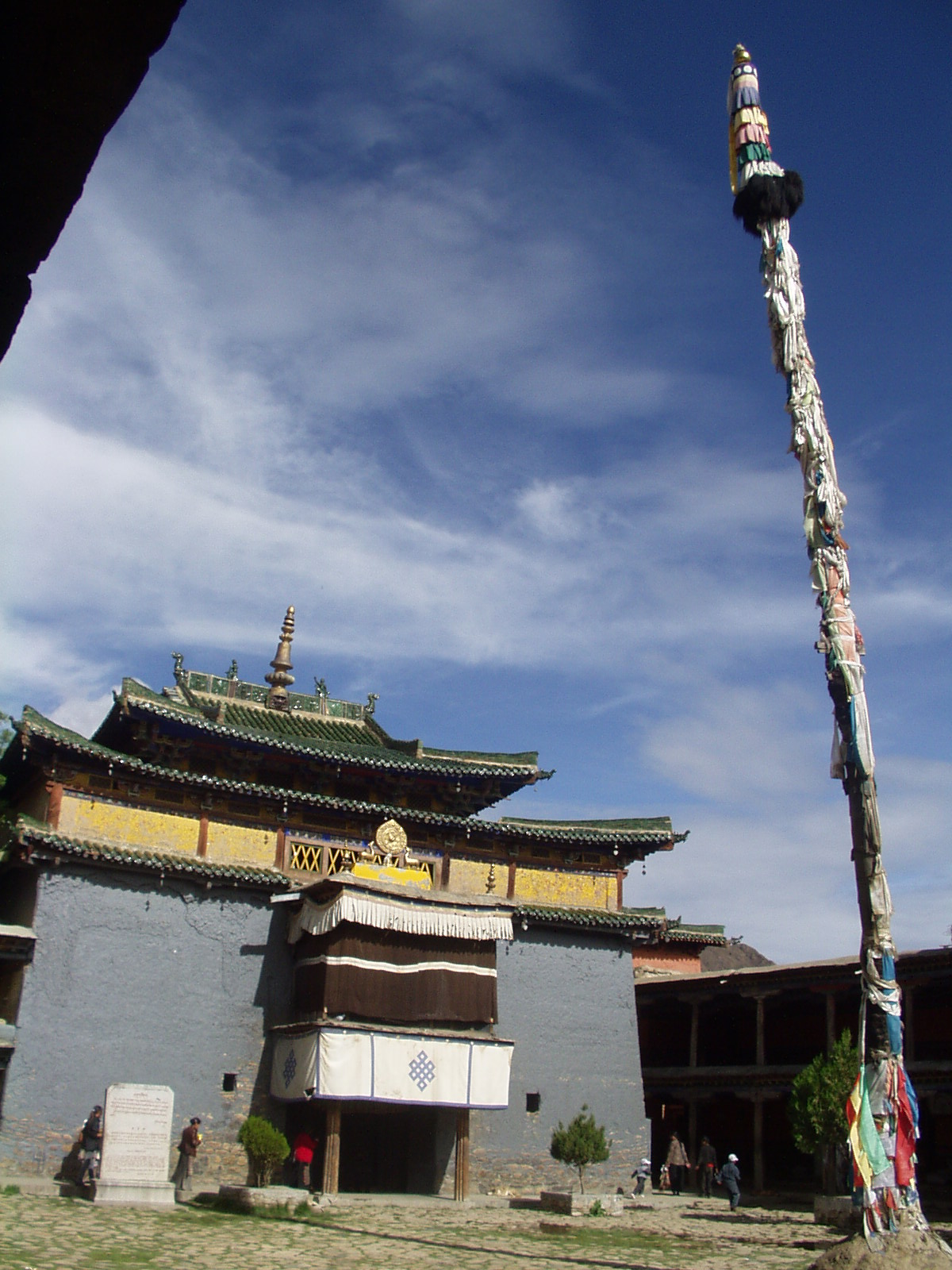
夏鲁寺

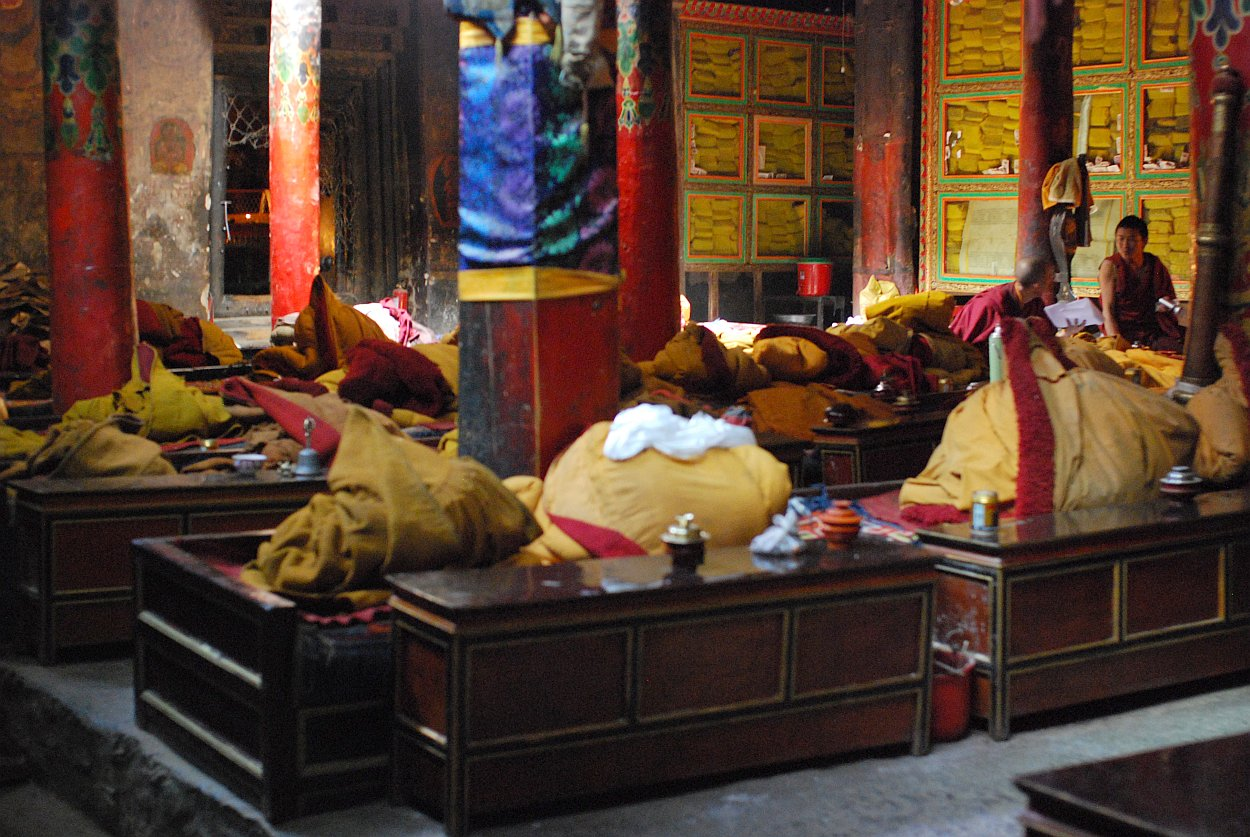
夏鲁寺内景

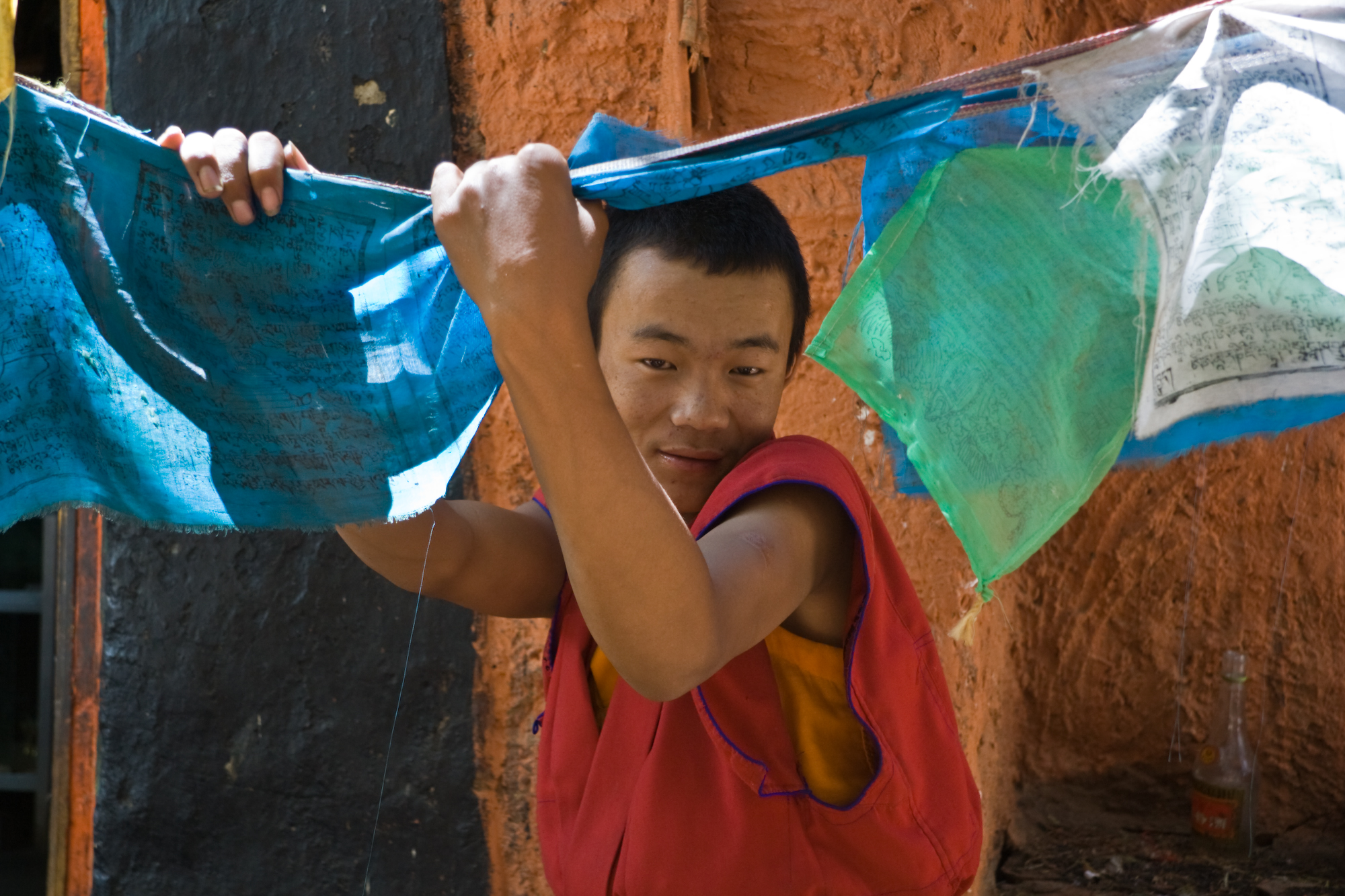
夏鲁寺内的年轻僧人

夏鲁寺以藏汉结合的建筑风格而享誉西藏。该寺采用藏式殿楼配汉式琉璃砖瓦顶、飞檐兽吻，加木架斗栱进行支撑，使得藏汉建筑风貌融为一体。
夏鲁寺的主体建筑为夏鲁拉康（主殿），是三层藏汉结合风格建筑，墙体及布局依照藏式建筑式样，屋顶则为汉式绿色琉璃瓦重檐歇山顶，由金殿、回廊、护法神殿、般若母殿、东无量宫殿、西无量宫殿、南无量宫殿、北无量宫殿等组成。主殿上下有49间房，占地面积1500平方米。一层是藏式内院大经堂，大经堂供奉释迦牟尼佛像及八大随佛弟子塑像，西侧经堂内供奉《甘珠尔》和《丹珠尔》；二层是四座汉式殿堂，分别为前殿、正殿及左右配殿，正殿供奉释迦牟尼和布敦大师塑像，左右为坛城殿，前殿内供奉慈尊佛像及十六罗汉像。
夏鲁寺收藏有大量壁画、佛像、经书、唐卡、法器等文物，其中最知名的为四大寺宝：
- 拉字经板：在夏鲁寺建寺时，用108块小木板拼成方形，每块木板上刻有一个经文字。108块字板组成一段经文。信众来寺朝拜时，均想获得一张用拼字板印制的“消灾降福”经文。
- 圣水坛：大经堂东南角有一个直径80厘米的大铜坛。相传，该坛十二年换水一次。换水之时，原装的净水不减不增，人若能获得该坛中的“圣水”便可吉祥一生，还可以洗净10种污垢。
- 天生六字真言石：传说该石是建寺挖地基时出土。挖出时，石上便带有六字真言的字迹，四角还有4个小佛塔，故传为天生六字真言石。该石在寺墙脚下，当作该寺的基石。
- 石头脸盆：据说是该寺创建者吉尊·西绕琼乃苦行用的洗脸盆，陈列在大殿前方。据说下雨时，雨水积满该盆后不会外溢。[1]

夏鲁寺还有一些浅雕石板画，内容包括佛像、飞天等等。各殿堂的主供佛像四周，常可见到一些被信众奉献的纸币覆盖的小菩萨、活佛、法师等塑像，艺术魅力超群。 

## 壁画
夏鲁寺壁画为元代藏传佛教壁画的典范。主要题材分为显宗和密宗。
- 显宗壁画：主要是佛传故事及佛本生故事，分布在一层金殿回廊四周。其中佛本生故事壁画共100铺（现存96铺），依据噶玛噶举黑帽系第四世活佛让迥多吉（1284年－1339年）撰写的佛本生故事集（一百本生）绘制，采用棋格式的构图，绕回廊外壁一周。佛传故事主要包括“十二相成道”及“须摩提女请佛”。
- 密宗壁画：主要是坛城及坛城中的诸佛、菩萨、明王护法画像。其中有一层回廊内壁的五方佛（毗卢遮那佛、阿閦佛、阿弥陀佛、宝生佛、不空成就佛），般若母殿的单尊画像，三层东、西、南、北无量宫殿内的大型坛城壁画。坛城壁画主要描绘了吉祥胜坛城、金刚界坛城、普明坛城、文殊坛城等等，均按照布敦大师的十万坛城尊像仪轨绘制。其中，东无量宫殿中的文殊坛城系列壁画是布敦大师亲手绘制。[1]

夏鲁寺壁画受到元代内地艺术及尼泊尔、印度等地佛教艺术的影响。内地艺术表现在四大天王等人物造型及山水、亭台楼阁纹样，护法神殿的青龙、朱雀纹样、西无量宫殿中萨迦五祖（贡嘎宁布、索南孜摩、札巴坚赞、贡噶坚赞、八思巴）壁画上的树木晕染皴擦、大殿回廊壁画上的建筑样式。尼泊尔、印度佛教艺术主要表现在一部分构图、人物造型以及传统诸佛、菩萨尊像仪轨。大殿回廊《舞蹈本生》壁画中的舞女，带有较明显的南亚人种特征。
夏鲁寺壁画对元末明初的西藏壁画产生重大影响。向北影响到觉囊寺等寺院的壁画，促成了“拉堆艺术”风格的形成；向东南影响到明代的江孜白居寺壁画。夏鲁寺壁画在元代、明代西藏壁画中承前启后，意义重大。